# Parque nacional Cheile Bicazului-Hăşmaş
El parque nacional Cheile Bicazului-Hăşmaş (en rumano: Parcul Naţional Cheile Bicazului-Hăşmaş) está situado en el noreste de Rumanía, en la cordillera Oriental de los Cárpatos. El territorio de la reserva es parte de los condados de Neamţ y de Harghita.
La administración del parque se encuentra en Izvorul Mureşului, en el distrito de Harghita.
Los elementos geológicos más importantes del parque son Cheile Bicazului (garganta del río Bicaz), un profundo cañón excavado por el río Bicaz, Lacul Roşu (el Lago Rojo), una presa en un lago natural, y las montañas Hăşmaş.
La superficie del parque es de 6575 hectáreas y se divide en dos zonas: la zona especial de conservación (78%), y la zona de protección (22%).